# Iglesia de San Patricio (Lookout)
La Iglesia de San Patricio (en inglés: Church of St. Patrick) es el nombre que recibe un edificio religioso de la Iglesia Católica que se encuentra ubicado en la localidad de Lookout en la isla caribeña de Montserrat, parte de las Pequeñas Antillas y que constituye un territorio británico de ultramar.
El templo sigue el rito romano o latino y depende de los misiones de la Divina Misericordia que está bajo la jurisdicción de la diócesis de Saint John's – Basseterre (Dioecesis Sancti Ioannis Imatellurana).
En 1997 la iglesia se vio afectada por una erupción volcánica que causó daños en gran parte de la isla, y solo hasta 2009 se pudo completar la reconstrucción y reapertura del templo.